# Górnik Polkowice
El Górnik Polkowice es un equipo de fútbol de Polonia que juega en la III Liga, la cuarta división nacional.

## Historia
Fue fundado en el año 1947 en la ciudad de Polkowice y han tenido varios nombres en su historia:
- Klub Sportowy „Włókniarz” Polkowice - 1947
- Ludowy Zespół Sportowy Polkowice - 1951
- Terenowy Klub Sportowy „Górnik” - 1967
- Międzyzakładowy Klub Sportowy „Górnik” Polkowice - 1977
- Klub Sportowy „Górnik” Polkowice - 1987
- Klub Sportowy Polkowice sp. z o.o. - 2011
- Klub Sportowy Górnik Polkowice - 2018

Su gran momento llegó en la temporada 2003/04 cuando jugó por primera vez en la Ekstraklasa, de la cual descendío luego de perder la serie de playoff ante el KS Cracovia por 0-8 en el marcador global.

## Entrenadores
- 1956–1970 – Tadeusz Ptasznik
- 1970–1971 – Ryszard Łakomiec
- 1971–1972 – Wojciech Gawryszewski
- 1973–1975 – Alojzy Sitko
- 1975–1976 – Roman Badak
- 1976–1981 – Krzysztof Pawlica
- 1981–1982 – Bogdan Jankowski, Stefan Beńko
- 1983–1987 – Henryk Markowski
- 1988 – Andrzej Kot
- 1989 – Mieczysław Bieniusiewicz, Edward Wojewódzki
- 1989–1990 – Rudolf Rupa, Piotr Wójcik
- 1991–1992 – Krzysztof Pawlica
- 1992–1993 – Ireneusz Frąckowiak, Marian Putyra
- 1994–1995 – Artur Sikorski
- 1996 – Bruno Zachariasiewicz, Artur Sikorski
- 1997 – Stanisław Kumik
- 1997–2001 – Mirosław Dragan
- 2001–2002 – Romuald Szukiełowicz
- 2002–2004 – Mirosław Dragan
- 2005 – Wiesław Wojno
- 2005 – Marek Koniarek
- 2006 – Mirosław Dragan
- 2006–2011 – Dominik Nowak
- 2011 – Bartłomiej Majewski
- 2011–2012 – Janusz Kudyba
- 2012–2013 – Adam Buczek
- 2013 – Janusz Kubot
- 2013 – Zbigniew Mandziejewicz
- 2014-2017 – Jarosław Pedryc
- 2017-2020 – Enkeleid Dobi
- 2020-2021 – Janusz Niedźwiedź
- 2021 – Paweł Barylski
- 2021–hoy – Szymon Szydełko[1]